# Certificados complementarios de protección de medicamentos y productos fitosanitarios
El Certificado Complementario de Protección, o CCP, es un título de propiedad industrial que extiende por un máximo de cinco años la protección otorgada a una patente a un ingrediente activo o combinación de ingredientes activos, que forman parte de un producto farmacéutico o fitosanitario, después de que la patente haya caducado, así se compensa el tiempo que transcurre desde que se concede la patente hasta que se obtiene la autorización correspondiente de comercialización.
El CCP confiere los mismos derechos que la patente y protege los productos farmacéuticos o fitosanitarios específicos que, estando previamente protegidos por una patente de base, hayan recibido una autorización de comercialización, así como cualquier uso de los mismos mientras el CCP está en vigor. El CCP entra en vigor cuando caduca la patente.